# Бенджамин Херман
Бенджамин Херман (на нидерландски: Benjamin Herman) е нидерландски джаз музикант.
Известен е предимно като алто саксофонист и лидер на джаз групата „Ню Куул Кълектив“, създадена през 1993 г. Херман също така свири на саксофон – с мелодия и флейта.
Има собствено радиошоу по „Радио 6“, Нидерландия.